# Aleksandr Vasil'evič Aleksandrov
Aleksandr Vasil'evič Aleksandrov (in russo Александр Васильевич Александров?; Plachino, 13 aprile 1883 – Berlino, 8 luglio 1946) è stato un compositore sovietico, autore della musica dell'inno nazionale dell'URSS che dal 2000, con un diverso testo, è utilizzata per quello russo e della canzone di guerra "La guerra sacra".

## Biografia
Aleksandrov studiò presso il Conservatorio di San Pietroburgo, con Anatolij Konstantinovič Ljadov e Aleksandr Konstantinovič Glazunov, e a Mosca con Sergej Nikiforovič Vasilenko. Dal 1922 fu professore di teoria musicale presso il conservatorio di Mosca. Dal 1928 fu a capo della banda e del corpo di ballo dell'Armata Rossa, che egli stesso aveva fondati, e in questo ruolo si guadagnò i favori del dittatore Iosif Stalin, che fu a capo del Paese durante gli ultimi due decenni della sua vita. Nel 1942, Stalin commissionò ad Aleksandrov e al paroliere Sergej Michalkov la composizione di un nuovo inno, che divenne ufficiale a partire dal 1º gennaio 1944. Per i suoi meriti come compositore e artista popolare gli venne conferito l'Ordine di Lenin.